# Parafia św. Alberta Chmielowskiego w Piotrkowie Trybunalskim
Parafia pw. Świętego Alberta Chmielowskiego w Piotrkowie Trybunalskim – parafia rzymskokatolicka znajdująca się w archidiecezji łódzkiej, w dekanacie sulejowskim. 

## Historia
Parafia została erygowana 1 października 1989 roku przez bpa Władysława Ziółka. Kościół parafialny wzniesiono w latach 1997–2001 wg projektu architektów Henryka Derewęda i Jacka Sokołowskiego. Świątynia została konsekrowana 17 czerwca 2001 roku przez abpa Władysława Ziółka.

## Proboszczowie
- ks. Roman Ochnicki (1989–1996)[1]
- ks. Remigiusz Wysocki (1996–2013)[1]
- ks. Krzysztof Milczarek (od 2013)[2]

## Zasięg parafii
Ulice: Baśniowa, Cytrynowa, Chabrowa, Daliowa, Dobra, Gołębia, Grzybowa, Hoża, Iglasta, Jagodowa, Jałowcowa, Jaśminowa, Jeziorna, Kapitańska, Kleszcz, Koralowa, Korzenna, Krańcowa, Krokusów, Liliowa, Łowiecka, Miodowa, Narcyzów, Palmowa, Paproci, Piwna, Pomarańczowa, Poranna, Porzeczkowa, Poziomkowa, Pszczela, Roślinna, Rumiankowa, Rusałki, Sasanek, Strzelnicza, Świeża, Tymiankowa, Wierzeje, Wrzosowa, Zawiła, Zawilców, Żeglarska, Żołędziowa, Żywiczna.